# Gorgonocephalus eucnemis
Gorgonocephalus eucnemis is een slangster uit de familie Gorgonocephalidae.
De wetenschappelijke naam van de soort werd in 1842 gepubliceerd door Johannes Peter Müller & Franz Hermann Troschel.